# Contea di Sterling
La contea di Sterling (in inglese Sterling County) è una contea dello Stato del Texas, negli Stati Uniti. La popolazione al censimento del 2010 era di 1 143 abitanti, ed è di conseguenza la nona contea meno popolosa dello stato texano. Il capoluogo di contea è Sterling City. Il suo nome deriva da W. S. Sterling, uno dei primi coloni della zona.

## Geografia
| Anno | Popolazione | ±%     |
| ---- | ----------- | ------ |
| 1900 | 1,127       | Note:  |
| 1910 | 1,493       | 32.5%  |
| 1920 | 1,053       | −29.5% |
| 1930 | 1,431       | 35.9%  |
| 1940 | 1,404       | −1.9%  |
| 1950 | 1,282       | −8.7%  |
| 1960 | 1,177       | −8.2%  |
| 1970 | 1,056       | −10.3% |
| 1980 | 1,206       | 14.2%  |
| 1990 | 1,438       | 19.2%  |
| 2000 | 1,393       | −3.1%  |
| 2010 | 1,143       | −17.9% |

Secondo l'Ufficio del censimento degli Stati Uniti d'America la contea ha un'area totale di 924 miglia quadrate (2390 km²), di cui 923 miglia quadrate (2390 km²) sono terra, mentre 0,1 miglia quadrate (0,26 km², corrispondenti allo 0,01% del territorio) sono costituiti dall'acqua.

### Strade principali
- U.S. Highway 87
- State Highway 158
- State Highway 163

### Contee adiacenti
- Mitchell County (nord)
- Coke County (est)
- Tom Green County (sud)
- Reagan County (sud-ovest)
- Glasscock County (ovest)
- Howard County (nord-ovest)